# Arteria pancreaticoduodenalis superior

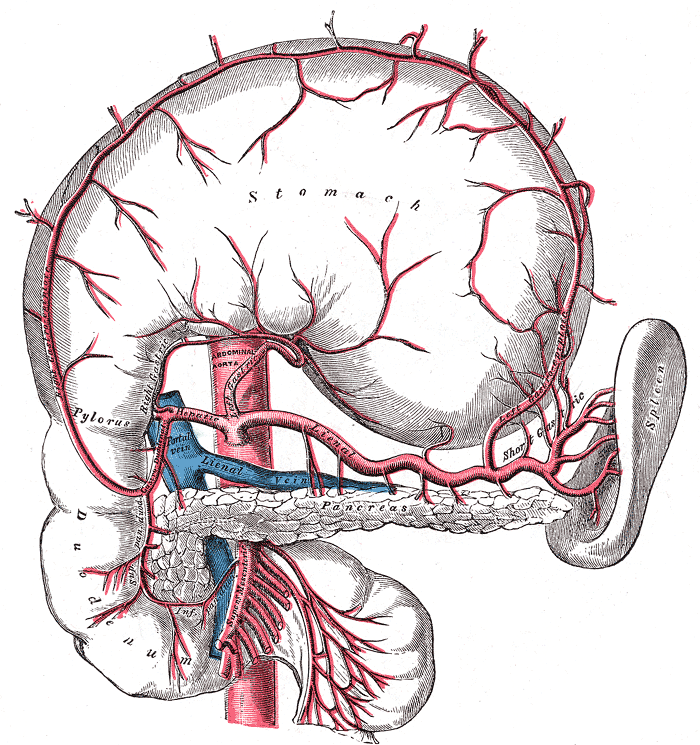
Aufzweigung des Truncus coeliacus

Die Arteria pancreaticoduodenalis superior („obere Bauchspeicheldrüsen-Zwölffingerdarm-Arterie“) – bei Tieren als Arteria pancreaticoduodenalis cranialis („vordere Bauchspeicheldrüsen-Zwölffingerdarm-Arterie“) bezeichnet – ist eine Schlagader der Bauchhöhle.
Die A. pancreaticoduodenalis superior entspringt der Magen-Dünndarmarterie (Arteria gastroduodenalis), welche wiederum ein Ast der gemeinsamen Leberarterie (Arteria hepatica communis) ist. Sie teilt sich an der Bauchspeicheldrüse in einen  vorderen und hinteren Ast (A. pancreaticoduodenalis superior anterior und posterior) und versorgt Zwölffingerdarm und Bauchspeicheldrüse. Die A. pancreaticoduodenalis superior anastomosiert mit ihren beiden Ästen mit den Ästen der gleichnamigen unteren Schlagader (Arteria pancreaticoduodenalis inferior) und bildet damit eine verbindende doppelte Gefäßschlinge, die „Rio-Branco-Arkade“.